# Ip (gmina)
Ip – gmina w Rumunii, w okręgu Sălaj. Obejmuje miejscowości Cosniciu de Jos, Cosniciu de Sus, Ip, Zăuan i Zăuan-Băi. W 2011 roku liczyła 3648 mieszkańców.